# یژن
یژن (به لاتین: Jerzyn) یک روستا در لهستان است که در گمینا پوبیجسکا واقع شده‌است. یژن ۹۰ نفر جمعیت دارد.